# 切尔切皮科拉
切尔切皮科拉（義大利語：Cercepiccola），是意大利坎波巴索省的一个市镇。总面积16平方公里，人口704人，人口密度44.0人/平方公里（2009年）。ISTAT代码为070018。